# 카이 베르트람센
카이 알베르트 한스 베르트람센(덴마크어: Kaj Albert Hans Bertramsen, 1913년 2월 13일 베를린 ~ 1944년 7월 29일 나르바)은 덴마크의 군인이다.
독일 베를린 태생이며 나중에 덴마크 시민권을 취득했다. 1941년 7월에 덴마크 자유군단에 합류했고 덴마크 육군 소위 계급을 받았다. 무장친위대에서는 하급돌격지도자 계급을 받았다. 1943년 5월에는 제11SS의용기갑척탄병사단 노르트란트 창설 과정에 참여하면서 제11중대장으로 임명되었고 1944년 1월에는 모터사이클 운전수로 임명되었다. 1944년 7월 29일 에스토니아 나르바에서 소련 군대의 공격을 받고 전사했다.